# Daniel Samper Ospina
Daniel Samper Ospina (Bogotá, 15 de agosto de 1974) es un humorista, periodista, escritor, empresario y youtuber colombiano.
Fue director de la revista Soho desde 2001 al 2014, y columnista de la revista Semana hasta 2020. A principios de 2016 se convirtió en youtuber a través del espacio HolaSoyDanny, el cual cobró relevancia con las elecciones presidenciales de 2022. Es cofundador y columnista del portal Los Danieles.[cita requerida]

## Primeros años y estudios
Daniel Samper Ospina nació en Bogotá, el 15 de agosto de 1974, en el seno de una familia de la élite colombiana. Samper estudió en el prestigioso colegio bogotano Gimnasio Moderno, donde fue director de su revista, El Aguilucho; posteriormente cursó programas de Literatura Latinoamericana del siglo XX en la Universidad de Harvard, y obtuvo el grado de Profesional en Estudios Literarios de la Pontificia Universidad Javeriana el 15 de diciembre de 2009.

## Trayectoria
Fue director de la revista SoHo, una publicación colombiana dirigida hacia el publico adulto heterosexual masculino, adicionalmente se desempeñó como escritor de sátiras políticas en la revista Semana, donde se caracterizó por sus columnas de estilo sarcástico y satírico, hacia la clase política colombiana. 
La columna de Samper le valió reconocimientos tan importantes como el Premio Nacional de Periodismo Simón Bolívar, en la categoría de "Mejor columnista  opinión", o el Premio CPB al Mejor columnista. También escribió sonetos de sátira en el emblemático programa radial La Luciérnaga durante diez años.[cita requerida]
Desde 2016 abrió un canal de YouTube en el cual inicialmente parodiaba a los youtubers latinoamericanos añadiendo mensajes de sátira política. Desde el comienzo, los videos de Samper en su canal Hola Soy Danny le han significado múltiples premios, como el Simón Bolívar y el India Catalina.[cita requerida]
En 2017 decidió llevar su sátira al formato escénico en una conferencia de humor político que de inmediato se convirtió en un éxito de taquilla en el Teatro Nacional, con más de doscientas funciones agotadas en línea.[cita requerida] Ese formato escénico (una suerte de conferencia de sátira política) fue prácticamente patentada con su segunda obra, Con P De Polombia, de exitoso debut en ElTeatro.Co de Bogotá, donde la presentó con éxito de taquilla desde agosto de 2021 y 89 funciones agotadas. La obra terminó el día mismo en que acabó el gobierno de Duque, que la inspiró. 
En 2023 lanzó una nueva obra, Circombia, un recuento antológico de su mejor trabajo en el que repasa la historia política reciente de Colombia, desde el gobierno de Álvaro Uribe hasta el de Gustavo Petro. La obra le ha significado elogios de la crítica y éxitos de taquilla en las ciudades más grandes del país, y en especial en Bogotá.[cita requerida]
A las columnas, los formatos digitales y las presentaciones escénicas, se suma  el videojuego que lanzó su canal en el 2018, y el juego de mesa para comprar bancadas de congresistas que sacó al mercado en 2019.[cita requerida]
En 2020 renunció a su columna en revista Semana, en solidaridad con su colega Daniel Coronell, a quien despidieron de la revista. A las pocas semanas ambos se unieron para fundar el portal Los Danieles al cual posteriormente se sumó su padre Daniel Samper Pizano. El portal tuvo un gran éxito de audiencia desde su mismo lanzamiento.[cita requerida]

## Familia
Daniel Samper pertenece a una de las familias más poderosas e influyentes de la historia de Colombiaː Los Samper, cuyos ancestros llegaron a América procedentes de Navarra, España, y a su vez provenían de Saint-Pé, Francia.
Sus padres son Daniel Samper Pizano, reconocido escritor y periodista, y Cecilia Ospina Cuéllar, siendo el menor de tres hijos; sus hermanas son Juanita (casada con Mario Jaramillo) y María Angélica Samper Ospina.
Su tío paterno es el político y abogado Ernesto Samper Pizano, quien fue el 37° presidente de Colombia entre 1994 y 1998 a nombre del liberalismo; siendo por lo tanto primo del político Miguel Samper Strouss, hijo de Ernesto y su esposa Jacquin Strouss. Su abuelo paterno es el escritor, diplomático y periodista Andrés Samper Gnecco y su bisabuelo, el célebre intelectual y educador Daniel Samper Ortega. Sus tíos abuelos eran el agrónomo Armando, y los arquitectos Germán y Patricio Samper Gnecco.
Su tatarabuelo paterno era hermano del abogado Joaquín Samper Brush, y su trastatarabuelo era el político Miguel Samper Agudelo, hermano a su vez del también político José María Samper (casado con la poetisa Soledad Acosta, yerno del político y militar Joaquín Acosta, y padre de la monja Bertilda Samper), y la poetisa Agripina Samper.
Por parte de su madre, Samper es sobrino bisnieto del pintor Ricardo Gómez Campuzano, así como descendiente directo de Antonio Nariño. Samper también está ligado a la familia presidencial de los Ospina, ya que el expresidente Mariano Ospina Rodríguez, era nieto de Bernardino de Ospina, tío trastatarabuelo de Cecilia Ospina. Ospina a su vez era el padre del expresidente Pedro Nel Ospina y abuelo del expresidente Mariano Ospina Pérez (sobrino de Pedro Nel).

## Producción literaria
Samper Ospina es autor de ocho libros  "El club de los lagartos y otros artículos de humor" (Aguilar, 2010) y "Sálvese quien pueda" (Aguilar, 2012), en los cuales se burla de los políticos colombianos, al igual que de la alta sociedad bogotana, con su característico estilo narrativo; "Volveremos, volveremos", una extensa crónica deportiva sobre la obtención de la séptima estrella de Independiente Santa Fe, equipo de fútbol de reconocida preferencia del autor; "Las Aventuras de Pachito", una ingeniosa saga de sátira política en que, en formato de cuento infantil, Samper Ospina explica la realidad política de Colombia y se despacha contra sus protagonistas mientras narra las aventuras de su protagonista, Pachito, un niño inspirado en apariencia en el político Francisco Santos, "El as bajo la manga" (Libros Semana 2015), que recopila parte de su mejor trabajo;"Hola, soy Danny" (Planeta 2017) el cual narra su original ingreso como Youtuber marcando una faceta totalmente desconocida para sus seguidores; Cien sonetos nacionales (Planeta, 2019), conformado por cien sonetos clásicos sobre musas de la política colombiana; y "Con P de Polombia", en que hace un crítico y divertido retrato del gobierno de Iván Duque.[cita requerida]
- 2010: El Club De Los Lagartos. Reúne gran parte de sus columnas de opinión pública y política.
- 2012: Sálvese quien pueda. Referencia pública con humor a personajes reconocidos en la política colombiana. Volveremos, volveremos: Crónica de camerino de la séptima estrella del Santa Fe.
- 2014: Las aventuras de Pachito. Cinco libros
- 2015: El as bajo la manga. Recopilación con algunas de sus mejores columnas y baraja de naipes con ilustraciones sobre políticos colombianos.
- 2017: Hola, soy Danny: Narra sus vivencias como Youtuber.
- 2019: Cien sonetos nacionales. Poesía satírica.
- 2020: Con P de Polombia. Parodia sobre el gobierno de Iván Duque.
- 2023: Circombia. Compendio satírico de los gobiernos colombianos a lo largo del siglo XXI.

En formatos escénicos:
- 2017: #MiPutaObra (Teatro Nacional).
- 2021: Con P de Polombia (Teatro JuanpisGonzález).
- 2023: Circombia (Gimnasio Moderno).

## Premios y reconocimientos
- Premio Simón Bolívar en categoría Mejor columna de opinión 2014.
- Premio "Celebridad digital del año" por su canal de Youtube "Hola soy Danny" en los Premios Shock 2016.[3]
- Premio La Red 2016 como celebridad digital por su canal "Hola Soy Danny".
- Premio CPB a la mejor columna de opinión 2016.[4]
- Premio India Catalina 2017 a Mejor producción On Line por su canal "Hola soy Danny".
- Premio Nacional de Periodismo Simón Bolívar 2017 a Mejor programa de televisión de opinión y análisis por el canal #HolaSoyDanny
- Premio India Catalina 2018 a Mejor Producción On Line.
- Premio Nacional de Periodismo Simón Bolívar 2022 a Mejor programa de humor por el noticiero #NotiDanny.
- Premio Nacional de Periodismo Simón Bolívar 2023 a Mejor programa de humor por el noticiero #NotiDanny.